# Finlande aux Jeux olympiques d'été de 2004
La Finlande participe aux Jeux olympiques d'été de 2004 à Athènes. Sa délégation est composée de 53 athlètes répartis dans 12 sports et son porte-drapeau est Thomas Johanson. Au terme des Olympiades, la nation se classe 62e avec deux médailles en argent.

## Liste des médaillés finlandais

### Médailles d'argent
| Sport                  | Discipline                     | Sportifs             | Performance |
| Médailles d'argent : 2 |                                |                      |             |
| Tir                    | Skeet (H)                      | Marko Kemppainen     |             |
| Lutte                  | Gréco-romaine (- de 74 kg) (H) | Marko Yli-Hannuksela |             |